# VOICE (tổ chức phi lợi nhuận)
Vietnamese Overseas Initiative for Conscience Empowerment (VOICE), có nghĩa là Sáng kiến Thể hiện Lương Tâm Người Việt Hải ngoại, là một tổ chức độc lập, phi chính phủ và phi lợi nhuận, có trụ sở tại Philippines. Tổ chức này tuyên bố mục tiêu là thúc đẩy phát triển xã hội dân sự tại Việt Nam, vận động cho Nhân quyền và Pháp quyền tại Việt Nam, và giúp đỡ những người Việt đang tị nạn tại Đông Nam Á. Còn theo chính quyền Việt Nam, tổ chức này là cánh tay nối dài của Việt Tân, một tổ chức mà chính quyền Việt Nam coi là khủng bố

## Những hoạt động chính
VOICE hoạt động không chính thức vào năm 1997 như một văn phòng trợ giúp pháp lý cho những thuyền nhân Việt Nam tại Philippines. Tổ chức đã bắt đầu vận động pháp lý cho những thuyền nhân Việt Nam bị kẹt lại tại Philippines để có kết quả là: 2,000 người được Mỹ nhận năm 2005, 1,000 người đi Úc, Canada và Na Uy từ năm 2000 đến năm 2009.
Từ năm 2006, VOICE tiếp tục công việc vận động cho các trường hợp người Việt tị nạn còn lại tại Thái Lan. Đến năm 2012, Chính phủ Canada đồng ý cho những người mà VOICE vận động định cư với điều kiện "cứ một người tị nạn phải năm người bảo trợ, chưa kể người Việt ở Canada phải trang trải từ lệ phí xuất cảnh, tiền vé máy bay, phí tổn khám sức khỏe, rồi thì lo nơi ăn chốn ở và giúp tìm công việc để người mới đến ổn định cuộc sống trong thời gian một năm đầu." 
VOICE chính thức đăng ký hoạt động vào năm 2007.
Vào cuối năm 2013, tổ chức VOICE đã tổ chức gây quỹ quyên góp được gần 400.000 USD góp sức giúp đỡ các nạn nhân của cơn bão lịch sử Haiyan ở Philippines trong việc tái kiến thiết và gây dựng lại cuộc sống. VOICE cùng với các thiện nguyện viên đến 2 thành phố Ormoc và Coron để trao các phần quà và xây dựng lại 2 trường học.
Bắt đầu từ ngày 12/1/2014, một phái đoàn gồm có Giám đốc điều hành Trịnh Hội, nhà báo Phạm Đoan Trang, luật gia Trịnh Hữu Long, blogger Nguyễn Anh Tuấn, đại diện cho VOICE để tham gia vào phái đoàn vận động nhân quyền cho Việt Nam. Thành phần phái đoàn gồm đại diện các tổ chức VOICE, Mạng lưới Bloggers Việt Nam, Dân Làm Báo, Con Đường Việt Nam, Phật Giáo Hòa Hảo Truyền thống, No-U Việt Nam, Hội Ái hữu Tù nhân Chính trị và Tôn giáo Việt Nam. Ngoài ra còn có thân nhân của ba tù nhân lương tâm đang bị giam giữ tại VN vào thời điểm đó: mẹ của luật sư Lê Quốc Quân - bà Nguyễn Thị Trâm, mẹ của sinh viên Đinh Nguyên Kha - bà Nguyễn Thị Kim Liên, cha của nhà bất đồng chính kiến Trần Huỳnh Duy Thức - ông Trần văn Huỳnh. Phái đoàn đã có hành trình vận động qua nước MỸ và một số nước châu Âu. Chiến dịch vận động này được khởi xướng nhân kỳ Kiểm điểm Định kỳ Phổ quát (UPR) của Việt Nam trước Hội đồng Nhân quyền Liên Hợp Quốc vào ngày 05/2/2014.
Đến ngày 07/4/2014, phái đoàn vận động quốc tế của VOICE nhân kỳ Kiểm điểm Nhân quyền Định kỳ Phổ quát (UPR) đã có phiên điều trần trước Ủy ban Nhân quyền của Thượng viện Canada về thực trạng nhân quyền Việt Nam.
Vào ngày 22/6/2014, luật gia Trịnh Hữu Long, thành viên của VOICE, thành viên của phái đoàn vận động nhân quyền cho Việt Nam, đại diện cho 10 tổ chức xã hội dân sự tại Việt Nam, đã đọc bản tuyên bố trước Hội đồng Nhân quyền Liên Hợp Quốc, nêu rõ tình trạng mà họ cho là trả đũa các nhà hoạt động UPR, việc bắt giam các nhà hoạt động nhân quyền cũng như sự vi phạm pháp luật quốc gia và quốc tế của chính phủ Việt Nam. Chiến dịch kết thúc bằng cuộc gặp cuối cùng với các đại diện của Văn phòng Cao ủy Nhân quyền Liên Hợp Quốc vào ngày 03/7/2014.
Trước đó tại phiên Kiểm điểm Nhân quyền Định kỳ Phổ quát (UPR) ở trụ sở Liên Hợp Quốc tại Thụy Sĩ vào ngày 20/6/2014, phía Chính phủ Việt Nam đã chấp nhận 182 đề nghị và ghi nhận 45 ý kiến nhưng không đồng ý làm theo những ý kiến đó trong tổng số 227 khuyến nghị của các nước. Đại diện của Việt Nam tại Liên Hợp Quốc, Đại sứ Nguyễn Trung Thành đã chỉ trích những ý kiến "thiên lệch" và "vô văn cứ" của một số đại diện các tổ chức dân sự và nhân quyền tại phiên họp hôm 20/6, những người nói Việt Nam tiếp tục hạn chế quyền tự do ngôn luận, dân chủ hình thức và cầm tù những người bày tỏ chính kiến trong những điều kiện hà khắc.
Ngày 27/3/2015, Hội thảo xã hội dân sự Việt-Philippines về tranh chấp Biển Đông quy tụ sự tham gia của VOICE, các thành viên trong tổ chức Họp mặt Dân chủ của người Việt, Viện nghiên cứu các vấn đề Hàng hải và Luật biển thuộc Đại học Philippines, cùng các tổ chức xã hội dân sự Philippines. Ban tổ chức hội thảo nhắm tìm giải pháp cho vấn đề Biển Đông vượt ra ngoài các giới hạn của chính phủ, với phần tham luận của các diễn giả và các chuyên gia tới từ Việt Nam, Philippines, và các nước khác. Tại đây ông Trịnh Hội, giám đốc điều hành của VOICE phát biểu: "Chúng tôi muốn xác nhận vai trò của xã hội dân sự đối với các vấn đề tranh chấp Biển Đông, và chúng tôi bác bỏ các tuyên bố đường chín đoạn của Trung Quốc". Mục tiêu dài hạn là có một diễn đàn hàng năm, và chúng tôi dự định mời các nhóm xã hội dân sự khác từ các nước khác bao gồm cả Trung Quốc, ông nói thêm.
Vào năm 2016, để phản hồi trước những cáo buộc rằng VOICE là một tổ chức ngoại vi của đảng Việt Tân và ông Trịnh Hội, Giám đốc điều hành của VOICE, là một thành viên của Việt Tân. Hội đồng Quản trị của VOICE đã đưa ra "Thông Cáo Về Tin Đồn VOICE Là Tổ Chức Của Việt Tân" để bác bỏ những điều trên. Riêng phần cá nhân ông Trịnh Hội đã có một bài viết "Việt Tân, VOICE & Tôi" trên diễn đàn của tờ báo Người Việt và một bài viết khác có tự đề "Việt Tân" đăng trên VOA để khẳng định VOICE lẫn bản thân ông không có liên quan đến đảng Việt Tân.
Sáng 29/4/2016, VOICE phối hợp với nhà thờ Giáo xứ Đông Yên trao tặng 20 tấn gạo cho những gia đình ngư dân bị thiệt hại tại xã Kỳ Phương, huyện Kỳ Anh, tỉnh Hà Tĩnh do thảm họa Cá chết hàng loạt ở Việt Nam năm 2016 do một nhà máy của hãng Formosa gây ra. Ngày 05/5/2016, VOICE tổ chức đêm nhạc gây quỹ Thương Về Miền Trung nhằm quyên góp tiền hỗ trợ cho ngư dân miền trung Việt Nam đối phó với thảm họa môi trường. Tiếp sau đó VOICE tổ chức cứu trợ cho ngư dân các địa phương Kỳ Phương, Kỳ Lợi, Kỳ Trinh ở tỉnh Hà Tĩnh.
Đầu năm 2016, VOICE lần đầu tiên công khai hoạt động đào tạo các nhà hoạt động xã hội bằng việc đăng tuyển "Học bổng Xã hội Dân sự VOICE 2016" có thời hạn 6 tháng, trên trang chủ và quảng bá thông qua các kênh mạng xã hội. Tuy nhiên theo cơ quan công an Việt Nam kết luận trên báo Công an nhân dân đối với học bổng này như sau: ""Sản phẩm" của các khóa huấn luyện này khi được tung về Việt Nam trở thành thành viên cốt cán cho các hội nhóm chống đối trong nước, bị cơ quan an ninh triệu tập, đấu tranh, xử lý bằng nhiều hình thức khác nhau, thậm chí cấm xuất cảnh có thời hạn nhằm ngăn chặn hoạt động núp dưới vỏ bọc "thúc đẩy xã hội dân sự"."
Ngày 22/6/2016, VOICE cùng với vợ của Nguyễn Văn Đài tham gia cuộc điều trần trước Ủy Ban Nhân Quyền Quốc Hội Canada, về tình hình nhân quyền tại Việt Nam và về trường hợp Luật Sư Nguyễn Văn Đài bị chính quyền Việt Nam bắt giữ vào ngày 16.12.2015 khi trên đường đi gặp đoàn đối thoại nhân quyền EU mà tổ chức buổi nói chuyện với trưởng các nhóm xã hội dân sự và các nhà hoạt động, sau khi đã nói chuyện với chính quyền Việt Nam vào ngày hôm trước.
Ngày 27/10/2016, VOICE tổ chức Đêm gây quỹ "Thương Về Miền Trung II", quyên góp được khoảng 80.000 USD để gửi về ủng hộ trong nước sau trận mưa lũ lịch sử ở miền Trung tháng 10/2016.
Ngày 12/7/2017, nhận được lời mời từ Bộ ngoại giao Úc, VOICE tổ chức chuyến vận động cho nhân quyền Việt nam, cùng với bà Nguyễn Thị Kim Liên, mẹ của tù nhân lương tâm Đinh Nguyên Kha cùng các tổ chức xã hội dân sự khác đã gặp Tiến sĩ Lachlan Strahan, Trợ lý thứ nhất Bộ phận Chính sách đa phương, Bộ Ngoại giao và Thương mại Canberra, Australia, trước Đối thoại Nhân quyền lần thứ 14 giữa Australia và Việt Nam, dự kiến sẽ được tổ chức tại Canberra vào tháng Tám.
Ngày 2 tháng 9 năm 2017, "Hội Thảo Nhân Quyền Tây Tạng và Việt Nam" tổ chức tại chùa Điều Ngự, Westminster, với sự góp mặt của các đại diện VOICE cùng các thành viên của Chính phủ lưu vong Tây Tạng và nhiều khách mời khác.
Tiếp nối chiến dịch vận động quốc tế UPR (Universal Periodic Review: Kiểm điểm Định kỳ Phổ quát) năm 2014, một phái đoàn vận động nhân quyền Việt Nam đã có mặt tại châu Âu để cập nhật cho các cơ quan Liên Hợp Quốc và các tổ chức khác về những điểm tiến bộ cũng như vi phạm của chính phủ Việt Nam trong việc thúc đẩy và bảo vệ nhân quyền kể từ lần kiểm điểm gần nhất năm 2014. Đại diện phái đoàn vận động nhân quyền Việt Nam UPR giữa kỳ lần này gồm có bà Lê Thị Minh Hà, vợ của ông Nguyễn Hữu Vinh (Anh Ba Sàm) và hai đại diện của VOICE là cô Anna Nguyễn, Giám đốc chương trình của VOICE và cô Đinh Thảo, Điều phối viên chương trình của VOICE ở châu Âu.
Trong chuyến đi vận động, phái đoàn đã có các cuộc gặp với các cơ quan hữu trách ở các nước Đức, Thụy Sĩ, Thụy Điển, Na Uy, Bỉ, Cộng hòa Séc, để đưa ra các đề xuất về các vấn đề nhân quyền tại Việt Nam.
Vào lúc 5h chiều giờ Geneva ngày 19/9/2017, nhà hoạt động Đinh Thảo, Điều phối viên chương trình của VOICE ở Châu Âu, đã thay mặt phái đoàn vận động nhân quyền của Việt Nam phát biểu trước Hội đồng Nhân quyền Liên Hợp Quốc.

## Bộ phim tài liệu "Mẹ Vắng Nhà"
"Mẹ Vắng Nhà" (When Mother’s Away) là bộ phim tài liệu đầu tiên do tổ chức VOICE sản xuất cùng với Clay Phạm, một đạo diễn gốc Việt. Bộ phim nói về cuộc sống của gia đình của nữ blogger Mẹ Nấm - Nguyễn Ngọc Như Quỳnh sau khi chị phải thụ án tù 10 năm với tội danh Tuyên truyền chống Nhà nước Cộng hòa Xã hội chủ nghĩa Việt Nam theo khoản 1 - điều 88 Bộ luật Hình sự . Các nhân vật chính trong phim bao gồm bà ngoại của cô, mẹ - bà Nguyễn Thị Tuyết Lan và 2 đứa con nhỏ tên Nấm và Gấu. Bộ phim được sản xuất với mục đích được VOICE tuyên bố là "đưa câu chuyện của Mẹ Nấm để đại điện và vận động cho tự do của tất cả tù nhân lương tâm tại Việt Nam". Đây cũng là cuốn phim đầu tiên nói về một tù nhân lương tâm tại Việt Nam.
Phim Mẹ Vắng Nhà có buổi chiếu chính thức đầu tiên vào ngày 27 tháng 6 năm 2018 tại Câu lạc bộ báo chí FCCT tại Bangkok, Thái Lan. Đến buổi chiếu thứ 2, một tuần sau đó, tại đây, Câu lạc bộ báo chí FCCT tại Bangkok phải huỷ bỏ chương trình chiếu lại cuốn phim tài liệu về blogger Mẹ Nấm tối 4/7 vì yêu cầu của Việt Nam.
Mặc dù bộ phim bị cấm chiếu lần 2 ở Thái Lan nhưng sau đó nó đã được đem đến chiếu tại các nước như Úc, Mỹ, Canada, Đài Loan, Philippines, Hàn Quốc và luôn cả ở 1 số giáo xứ Công giáo và Tòa đại sứ nước ngoài tại Việt Nam.

## Đánh giá
Theo góc nhìn của cơ quan công an Việt Nam thì VOICE là "một tổ chức lấy danh nghĩa "lương tâm" nói trên để ngụy biện hành vi chống phá Nhà nước, nhân dân Việt Nam.".Báo Nhân dân điện tử, cơ quan ngôn luận của đảng Cộng sản Việt Nam coi tổ chức này là "một tổ chức lấy lương tâm để che đậy hành vi chống phá Nhà nước và nhân dân Việt Nam." Theo chính quyền Việt Nam, tổ chức này là cánh tay nối dài của Việt Tân.